# Zselló Lajos
Zselló Lajos (szlovákul Ľudovít Žello, Besztercebánya, 1809. augusztus 7.–Kiskőrös, 1873. november 21.) evangélikus tanító, szlovák költő, írói álneve: Dolnozemský Slovák (Alföldi szlovák).

## Élete és munkássága
Kézműves családba született, apja Zselló Bohumil, anyja Báder Terézia. Szülővárosa elemi iskolája után 1821-től a pesti evangélikus iskola tanulója lett, ahol Kollár János szlovák lelkész segédjének választotta. Tanulmányait 1825 és 1829 között a Pozsonyi Evangélikus Líceumban fejezte be. Ezután 1829-től a Pest vármegyei Csíktarcsán vállalt segédtanítói állást, ahol feleségül vette Kelich Katalint, az elhunyt jegyző, Szalai György özvegyét. 1830-tól Rákoskeresztúron, 1834-től pedig Kiskőrösön volt kántortanító és orgonista. Első felesége halála után 1841-ben újra megnősült, Bindleben Teréziát vette feleségül. Összesen 12 gyermekük született, közülük az ifjabb Lajos szintén tanító volt, Péteriben, Kiskőrösön, majd Cinkotán.
Jól tudott, németül is, pozsonyi tanulmányi idején kezdett német verseket írni, és a német irodalmat fordította szlovákra. Később Kollár példájára anyanyelvén (pontosabban a Kollár által preferált cseh nyelven) is elkezdett verseket írni, amelyek a szlovák nép dicsőséges múltját és nagy jövőjét dicsérték. Művei 1840-től rendszeresen megjelentek a szlovák nyelvű irodalmi évkönyvekben (Zora, Květy, Sokol, Orol, Pešťbudínske vedomosti, Lipa). 1842-ben Kadavy János önálló verseskötetét is megjelentette. Költészetének jellemző témája volt az egyedüllét keserve. Ohlasy z dolnych Uher (Kiáltás az Alföldről) című versében például a kietlen síkságnak ábrázolt lakóhelyéről reménykedve tekintett a messzi Tátra hegyeire. Legjelentősebb költői műve, a Pád Miliducha (Miliduch eleste) című történelmi eposz 1843-ban készült, de nyomtatásban csak 1862-ben, szlovákra átigazítva jelent meg. A szláv törzsek egymás elleni harcairól szól, és a szlávok egyesülésének szükségességét hirdeti. Másik eposzában, a Rastislav-ban Szvatopluk morva fejedelem alakját és korát idézte föl.
Miután 1848-ban Kadavy János elhagyta Pestet, majd 1849-ben Kollár is Bécsbe költözött, Zselló maradt szinte az egyetlen szlovák értelmiségi a Duna-Tisza közén. Amikor azonban 1854-ben szenicei Pauliny-Tóth Vilmos szlovák író és költő lett a Bach-kormány kecskeméti megyebiztosa, gyakran meglátogatta Zsellót még szőlőjében is, ahol az verseket olvasott, és szlovák dalokat énekeltek. 1860-ban a Budán megjelenő Priateľ školy a literatúry azt írta róla, hogy „a művelt Zselló úr az egyetlen hazafi Kiskőrösön, valamint a Pesttől Bácskáig terülő hatalmas pusztán, aki Szlovákföldön költőként ismert”. Emellett Zselló szívesen foglalkozott numizmatikával is, a régi pénzekből jelentős gyűjteménye volt.
Kiskőrösön, Martiny Mihály lelkészen keresztül ismerte meg 1834-ben Petrovics Istvánt, Petőfi Sándor édesapját. Mostohafia, Szalai Frigyes (aki felesége előző házasságából született) együtt járt a 11 éves Petőfivel 1834/1835-ben a pesti piarista gimnáziumba, majd 1838/1839-ben Selmecbányán is szobatársak voltak, egészen 1839 februárjáig, amikor Petőfi megszökött a városból. Szalai Frigyes, aki később szintén Kiskőrösön volt tanító, 1867-ben Blázy Lajos ottani lelkésznek úgy nyilatkozott, hogy Petőfi „sokszor megemlékezett Kiskőrösről, mint születéshelyéről, keresztszülőiről s szülőinek jó barátiról, kiket szünnapok alatt meglátogatni nem csak feltette magában, hanem meg is látogatott, s jó darabig itt időzött” 1860-ben Zselló Lajos is azon kiskőrösiek között volt, akik elhatározták, hogy községükben szobrot emelnek Petőfinek. Amikor Blázy Lajos lelkész egy disznótoron megtette felhívását, „felugrott helyéről Zselló Lajos tanító, s a háta mögött levő ágyról felkapta sapkáját, és sorba megállt mindenki előtt. A zsebek kiürültek.”
Kéziratait 1927-ben unokájától, a Cinkotán élő Zselló Lajostól a prágai Nemzeti Múzeum vásárolta meg.

## Művei
- Básné od Ľudovíta Žellu, Pešť, 1842
- Blázy Lajos, Evangyéliumi Káté, Pest, 1860. Szlovák fordítása: Zselló Lajos és Szalay Imre, Pest, 1864
- Haan Lajos, Énekeskönyv ágostai hitv[allású] evangyel[iu]mi hívek számára, Pest, 1871 (közreműködő)
- Pád Miliducha, SME Zlatý fond